# 이하담
이하담(2007년 4월 2일 ~ )은 대한민국의 가수 겸 배우이다.

## 출연작
- 2020년 MBC 《방과후 설렘》
- 2024년 SBS 《요리조리 맛있는 수업》